# 李悦娥
李悦娥（1958年3月—），山西怀仁人，汉族，中华人民共和国政治人物、中国共产党党员，曾任山西省政协副主席、山西省妇联主席、第十一届全国人民代表大会山西地区代表。

## 生平
李悦娥1976年5月加入中国共产党，同年12月进入山西师范学院外语系英语专业就读。1979年9月毕业后，她到怀仁县一中任教。1980年2月，李悦娥调入山西农业大学基础部外语组任教。
1987年7月，李悦娥赴英留学，在里丁大学攻读英语语言学专业硕士至1988年8月。1988年8月起，她在英国阿斯顿大学英语语言学专业攻读博士学位，1993年7月毕业获得博士学位。1993年9月，她回到山西农业大学，担任外语部讲师。1994年5月，她调入省城太原的山西大学，任外语系副教授。很快，在1995年8月，她被提拔为山西大学外语学院副院长、教授。1998年8月，她升为山西大学副校长，任职至2003年1月。
2003年1月，她离开高校，出任山西省外事（侨务）办公室主任、党组书记。2003年4月起，她兼任山西省政协港澳台侨和外事委副主任。2006年4月，她来到山西省妇联，任中共山西省妇联党组书记，仍兼山西省政协港澳台侨和外事委副主任。2006年5月，她卸去山西省政协港澳台侨和外事委副主任职务，担任山西省妇联主席、中共山西省妇联党组书记。2013年1月，她被选为山西省政协副主席，任职至2018年1月届满。2013年4月15日，山西省妇联选举王维卿接替李悦娥出任主席。
此外，李悦娥是第十一届全国人大代表，第九届、十届中共山西省委委员，第十一届山西省人大常委。